# Predor Sahalin
Sahalinski predor (rusko: Сахалинский тоннель, Sahalinskij tonnelʹ) je nepopoln in trenutno preložen gradbeni projekt, ki bi po zaključku otok Sahalin s predorom povezal s celinsko Rusijo približno 10 kilometrov pod Nevelskojevim prelivom (najožji del Tatarskega preliva). 16. januarja 2009 je ruska vlada predlagala, da bi lahko povezavo dokončali z mostom in ne s predorom.

## Zgodovina

### Zgodnji predlogi in načrtovanje
Koncept predora pod Tatarskim prelivom obstaja že od 19. stoletja, čeprav zaradi ekonomskih razlogov ni bil nikoli uresničen. Študije izvedljivosti projekta je Sovjetska zveza prvič izdelala v poznih 1930-ih, čeprav je v drugi svetovni vojni napredek v tem času nemogoč. Josip Stalin je pozneje leta 1950 sporočil, da namerava graditi železniško povezavo do Sahalina, bodisi z železniškim trajektom, nasipom ali predorom. Sovjetska vlada je 5. maja 1950 objavila odločitev o gradnji predora, skupaj z železniško trajektno povezavo, ki bo služil kot začasna rešitev. Projekt je bil namenjen predvsem vojaškemu namenu, kar bi omogočilo boljšo povezavo med Sahalinom in celino za dele Rdeče armade, nameščene na otoku.

### Gradnja
Gradnja železniške povezave od Selihina blizu Komsomolskega ob Amurju do predvidenega portala na celinskem delu predora na rtu Lazarev je bila dodeljena sovjetskemu ministrstvu za notranje zadeve, ministrstvo za promet pa je bilo pristojno za sam predor. Leta 1952 je bil projekt v celoti prenesen na Ministrstva za notranje zadeve.
Načrtovana pot na Sahalin naj bi potekala 327 kilometrov od rta Pogibi, kjer naj bi se predor dvignil, do takratnega severnega konca železniškega omrežja Sahalin pri Pobedinu (prej znanem kot Koton pod japonsko vladavino), 10 kilometrov severno od Smirniha. Dolžina predora med rtom Pogibi in rtom Lazarev naj bi bila približno 10 kilometrov. Na celini naj bi zgradili železniško progo do železnice, ki bi povezovala Komsomolsk na Amuru s krajem Sovetskaja Gavan, zdaj na odseku Bajkalsko-amurske proge.
Projekt naj bi bil končan do konca leta 1953, v celoti pa naj bi deloval do konca leta 1955. Letni blagovni promet na progi naj bi predvidoma dosegel štiri milijone ton.
Projekt je vključeval tri ločene konstrukcije - celinsko in otoško železniško povezavo, ki se povezujejo s preostalim železniškim omrežjem in s samim predorom. Značilnosti železnic so bile zelo slabe; v resnici je šlo za začasno železnico, ki bi ji po gradnji morala slediti prenova.
Dela na predoru so bila drugačna zgodba. Zasnovali naj bi ga vojaški inženirji in specialisti Metrostroj.
Po Stalinovi smrti se je delo na projektu ustavilo, predor pa je bil domnevno skoraj na polovici ožine, čeprav so poznejše preiskave pokazale, da sta bila izkopana le dva jaška za TBM. Medtem ko razlogi za odpoved projekta niso povsem jasni, nekateri viri navajajo, da zaradi številnih amnestij, dodeljenih zapornikom po Stalinovi smrti, ni bilo več potrebne delovne sile. Delavci predora so čakali osem mesecev po odpovedi, vendar brez povezave železnic predor ni imel smisla.

## Dokončani deli projekta
Dokončanih je bilo približno 120 kilometrov proge vzdolž desnega brega reke Amur od Selihina do vasi Čiorni Mis, čeprav je to še vedno premalo do načrtovanega vhoda v predor na rtu Lazarev. Železnica Selihino-Čiorni Mis je pozneje sovjetska gozdarska industrija uporabljala za prevoz lesa, a je bila v 1990-ih zaprta in progo so v veliki meri razstavili.
Ostanki vhoda v predor so še vedno vidni na rtu Lazareva. Na Sahalinu niso zgradili nobenega novega tira, čeprav so bila od Niša do Pogibija izvedena pripravljalna zemeljska dela na predvideni trasi.

## Delno obratovanje in načrtovanje
Od leta 1973 je železniški trajekt povezal Vanino (na celini blizu kraja Sovetskaja Gavana) z mestecem Holmsk na Sahalinu.
Tudi po razpadu Sovjetske zveze so politiki pozivali k oživitvi projekta, čeprav obstajajo pomisleki ali bi stroški projekta odtehtali koristi. Vendar obstajajo znaki, da se povezava resno preučuje, vključno z napovedjo podpore ruskega predsednika Dimitrija Medvedeva novembra 2008. Projekt naj bi bil končan do leta 2030.
Novi načrti kažejo povezavo na Sahalinu pri Noglikiju, ki je medtem že povezan z železniškim omrežjem otoka. V teku so dela za pretvorbo otoškega ozkotirnega železniškega sistema, ki je zapuščina prejšnje japonske uprave južne polovice otoka, v širši ruski standardni tir.
Obstajajo tudi predlogi za povezavo južnega konca Sahalina z japonskim otokom Hokaido preko 40 kilometrov dolgega mostu ali predora, s čimer bi se omogočila neposredna kopenska prometna povezava za kontejnerski promet z Japonskega na azijsko kopno in v Evropo.
16. januarja 2009 je podpredsednik za promet Andrej Nedosekov potrdil, da se v zvezi s predorom Sahalin - Hokaido zdaj preučujejo predlogi. Ti načrti predlagajo most namesto predora, sedanje načrtovanje pa predvideva, da bi bil predor dolg 12,4 kilometra, most pa 6,6 kilometra. Ruska vlada je objavila povabilo za zbiranje predlogov japonskim podjetjem. Nedosekova odločitev, da bo povabil japonska podjetja, da se potegujejo za članstvo v konzorciju širokega dela ruske železniške infrastrukture, zlasti predora Sahalin (ali mostu) na rusko kopno, bi se lahko razumela kot spodbuda za prihodnje železniško sodelovanje med Rusijo in Japonsko.
Julija 2018 je ruski predsednik Vladimir Putin naročil analizo predloga za izgradnjo mostu do otoka Sahalin. Putin je dejal, da je projekt zelo pomemben za prebivalce Sahalina in bi bil pomemben dejavnik pri spodbujanju ljudi, da ostanejo v regiji. To bi tudi spodbudilo razvoj območja Habarovska. Dejal je, da je vladi naročil, naj analizira to zadevo, zlasti njene ekonomske vidike.